# 圣何塞奇南特基利亚
圣何塞奇南特基亚（西班牙語：San José Chinantequilla）是墨西哥瓦哈卡州的一個社区，位於該國東南部，面積6.4平方公里，海拔高度1160米，主要經濟活動有農業和耕種業，人口507（2010年）。

## 外部連結
- Rancho Chinantequilla, Totontepec Villa de Morelos, Oaxaca
- Censos y conteos de población （页面存档备份，存于）